# Livre du toison d’or
Der Livre du toison d’or ist eine Handschrift, die Ende des 16. Jahrhunderts in den Niederlanden hergestellt wurde. Sie befindet sich heute unter der Signatur Codices Iconographici (CodIcon) 285 in der Bayerischen Staatsbibliothek.

## Inhalt
Die Handschrift ist ein Verzeichnis der Mitglieder des Ordens vom Goldenen  Vlies für die Zeit zwischen 1430, dem Jahr der Gründung, und 1586. Es führt auf
- Namen und Wappen von 269 Ordensrittern auf Papier, mit
- Datum und Ort ihrer Aufnahme anlässlich der Gründung bzw. der 23 Ordenskapitel bis 1559, sowie
- bis zum 15. Ordenskapitel 1491 einschließlich auch ihr Ausscheiden zumeist durch Tod.

Der Livre enthält keine Statuten des Ordens, aber ganzseitige Bildnisse der ersten sechs Großmeister (Philipp der Gute von Burgund bis Philipp II. von Spanien) auf Pergament, die auf niederländische Vorlagen zurückzuführen sind.
Der Textteil im Livre stammt offenbar von einem einzigen Schreiber, wobei die im Schriftbild deutlich abweichende fol. 52r vielleicht eine Ausnahme darstellt.

## Qualität
Der Inhalt des Livre stimmt weitgehend mit dem überein, was als Forschungsstand angesehen wird, weist anfangs nur wenige Fehler auf, verliert aber gegen Ende der Handschrift deutlich an Qualität.
- Giosia Acquaviva, Herzog von Atri (Diplom 54), 1456 aufgenommen, † 1462, ist im Livre nicht enthalten (fol. 15r, 15v)[1]
- Im Bericht zum Ordenskapitel von 1491 wird König Ferdinand von Aragon – der Schwiegervater des Großmeisters Philipp der Schöne – als verstorben gemeldet (er starb erst 1516), der Tod des Herzogs von Alençon zum zweiten Mal (er starb bereits 1476) (beides fol. 34r)
- Danach wird das Ausscheiden von Mitgliedern nicht mehr vermerkt
- Der im Jahr 1501 aufgenommene Graf Eitel Friedrich II. von Hohenzollern (Diplom 113) wird als „Messire Ytelfrich Conte de Sornes“ verballhornt (fol. 37v)
- Juan Manuel de Villena de la Vega (Diplom 123) – 1505 der erste spanische Adlige im Orden – wird nur „Don Jehan Emanuel“ genannt, sein Wappen ist jedoch vorhanden (fol. 40v)
- Antonio Manrique de Lara Herzog von Nájera (Diplom 159) heißt (in Verkennung des Familiennamens) nur „Don Manrique de Lara, Duc de Nagiera“ (fol. 58v)
- Die Aufnahme des Herzogs von Medina de Rioseco (Diplom 219) und des Herzogs von Segorbe (Diplom 220) im Jahr 1555 wird nicht vermerkt, Namen und Wappen fehlen, leere Felder für zwei Ritter sind aber vorhanden (fol. 63v)
- Auf fol. 67r wird Franz II. von Frankreich als Neuaufnahme des Ordenskapitels von 1559 verzeichnet (fol. 67r), seine Aufnahme erfolgte jedoch erst 1560 als erste, die Philipp II. aus eigener Macht vornahm, auf fol. 68r ist es Joachim von Neuhaus, der 1561 aufgenommen wurde
- Ab fol. 69r werden 24 Ordensritter aufgeführt, die laut Livre ihr „Collier“ im Jahr 1586 ohne Einberufung eines Kapitels in den Orden aufgenommen wurden, darunter auch Karl IX. von Frankreich, der tatsächlich 1565 aufgenommen worden und bereits 1574 verstorben war, sowie der Herzog von El Infantado, dessen Aufnahme erst im Jahr 1589 erfolgte; von den 33 Diplomen (244–275), die in den Jahren 1565 bis 1586 vergeben wurden, werden hier fast ein Drittel nicht genannt; zudem werden ab fol. 70r die Ritter häufig nur noch mit ihren Titeln und Wappen angegeben, da jetzt wohl nur noch bruchstückhafte Informationen vorliegen. Danach endet das Manuskript.

## Exemplar
Das erhalten gebliebene Exemplar des Livre du toison d’or befindet sich seit mindestens 1618 im Bestand der Münchner Hofbibliothek; weitere Exemplare der Handschrift sind hier nachgewiesen, mittlerweile aber verloren gegangen.